# .xk
.xk je vrhovna internetska domena (country code top-level domain - ccTLD) za Republiku Kosovo. Domenu je privremeno dodijelilo Vijeće sigurnosti Ujedinjenih naroda odlukom 1244/99.

## Vanjske poveznice
- IANA .xk whois informacija[neaktivna poveznica]